# Rio Corumbataí (vattendrag i Brasilien, São Paulo)
Rio Corumbataí är ett vattendrag i Brasilien.   Det ligger i delstaten São Paulo, i den sydöstra delen av landet, 800 km söder om huvudstaden Brasília.
Runt Rio Corumbataí är det i huvudsak tätbebyggt. Runt Rio Corumbataí är det tätbefolkat, med 570 invånare per kvadratkilometer.